# Девід Еєр
Девід Еєр (англ. David Ayer, нар. 18 січня 1968) — американський кінорежисер, сценарист і кінопродюсер. Відомий за фільмами «Лють» і «Тренувальний день».

## Біографія
Девід Еєр народився 18 січня 1968 року в Шампейні, проте виріс в Блумінгтоні і Бетесда, де покинув у підлітковому віці будинок своїх батьків. Внаслідок чого йому довелося жити зі своїм двоюрідним братом в Лос-Анджелесі. Життя Еєра в Лос-Анджелесі стало натхненням для багатьох його фільмів. Згодом він вступив на службу до Військово-морських сил США як підводник.

## Фільмографія
| Рік  | Назва                           | Режисер | Сценарист | Продюсер   | Примітки                                    |
| ---- | ------------------------------- | ------- | --------- | ---------- | ------------------------------------------- |
| 2000 | U-571                           | Ні      | Так       | Ні         |                                             |
| 2001 | Тренувальний день               | Ні      | Так       | Так        | камео: стрілець російської мафії            |
| 2001 | Форсаж                          | Ні      | Так       | Ні         |                                             |
| 2002 | Похмурий сум                    | Ні      | Так       | Ні         |                                             |
| 2003 | S.W.A.T.: Спецназ міста янголів | Ні      | Так       | Ні         |                                             |
| 2005 | Круті часи                      | Так     | Так       | Так        |                                             |
| 2008 | Королі вулиць                   | Так     | Ні        | Ні         | камео: член банди у в'язниці                |
| 2012 | Патруль                         | Так     | Так       | Так        |                                             |
| 2014 | Саботаж                         | Так     | Так       | Так        | Переписав оригінальний сценарій Скіпа Вудса |
| 2014 | Лють                            | Так     | Так       | Так        |                                             |
| 2016 | Загін самогубців                | Так     | Так       | Ні         |                                             |
| 2017 | Яскраві                         | Так     | Ні        | Так        |                                             |
| 2020 | Шериф                           | Так     | Ні        | Виконавчий | Перші 2 епізоди                             |
| 2020 | Збирач податків                 | Так     | Так       | Так        |                                             |
| 2024 | Бджоляр                         | Так     | Ні        | Ні         |                                             |
| 2025 | Профі                           | Так     | Ні        | Так        |                                             |
| Н/Д  | Серце звіра                     | Так     | Ні        | Так        |                                             |